# 勞倫絲·歐文
勞倫絲·歐文（Laurence Owen、1944年5月9日—1961年2月15日）是一名美國花式滑冰運動員。她是1961年美國花式溜冰錦標賽冠軍，並代表美國參加1960年冬季奧運會，獲得第六名。她是瑪麗貝爾·文森（Maribel Vinson）和蓋伊·歐文（Guy Owen）的女兒，也是瑪麗貝爾·歐文（Maribel Owen）的妹妹。
1961年，勞倫絲·歐文在前往參加世界花式滑冰錦標賽的途中，因比利時航空548號班機空難喪生。2011年，在空難發生50週年之際，歐文和整個團隊被選入美國花式滑冰名人堂。

## 生平
1961年1月29日，歐文在科羅拉多泉贏得了1961年美國花式滑冰錦標賽冠軍，同年2月12日，他又在費城贏得了1961年北美花式滑冰錦標賽冠軍。在贏得美國花式滑冰錦標賽冠軍後，她成為了媒體關注的焦點，並被暱稱為「溫徹斯特小精靈」”在同一期《運動畫刊》中，作家芭芭拉·赫爾曼（Barbara Hellman）指出，歐文既有很強的氣質，又有舞者與音樂產生共鳴的能力，並形容她的自由滑冰「有一種氣質、風格、獨特性與近年來自由滑冰界相異」。
2011年2月17日，美國花式滑冰協會發布了名為《崛起》的紀錄片，講述了歐文和母親的關係、比利時航空548號班機空難以及空難後美國花式滑冰隊的重生。